# 埃里克·约翰斯顿
埃里克·艾伦·约翰斯顿（英語：Eric Allen Johnston，1896年12月21日—1963年8月22日），共和党，是美国企业家，曾担任美國商會主席、美國電影協會主席、美国总统特使。